# Radziechów (gmina)
Radziechów – dawna gmina wiejska w powiecie radziechowskim województwa tarnopolskiego II Rzeczypospolitej. Siedzibą gminy było miasto Radziechów, które stanowiło odrębną gminę miejską.
Gminę utworzono 1 sierpnia 1934 r. w ramach reformy na podstawie ustawy scaleniowej z dotychczasowych gmin wiejskich: Hanunin, Józefów, Krzywe, Mukanie, Niemiłów, Peratyn i Środopolce.
Po II wojnie światowej obszar gminy został odłączony od Polski i włączony do Ukraińskiej SRR.